# Tuanjie (socken i Kina, Heilongjiang, lat 48,59, long 126,03)
Tuanjie (kinesiska: 团结, 团结乡) är en socken i Kina. Den ligger i provinsen Heilongjiang, i den nordöstra delen av landet, omkring 320 kilometer norr om provinshuvudstaden Harbin. Antalet invånare är 15 849. Befolkningen består av 7 855 kvinnor och 7 994 män. Barn under 15 år utgör 17,0 %, vuxna 15-64 år 75 %, och äldre över 65 år 6,0 %.
Genomsnittlig årsnederbörd är 882 millimeter. Den regnigaste månaden är juli, med i genomsnitt 264 mm nederbörd, och den torraste är februari, med 8 mm nederbörd.